# Zaniedbywanie dziecka
Zaniedbywanie dziecka – jedna z form krzywdzenia dziecka polegająca na incydentalnym, bądź chronicznym niezaspokajaniu jego potrzeb oraz nierespektowaniu podstawowych praw, powodująca zaburzenia jego zdrowia, a także generująca trudności rozwojowe. Według definicji brytyjskiej jest to utrzymujący się brak zaspokojenia potrzeb fizycznych i psychologicznych powodujący lub mogący powodować poważne szkody dla zdrowia lub rozwoju dziecka.
Zaniedbywanie dzieci najczęściej odnosi się do zachowań rodziców lub opiekunów. Może obejmować np. brak dostarczania stosownego pożywienia, schronienia, bądź ubrania, brak ochrony przed niebezpieczeństwami, a także blokowanie dostępu do opieki medycznej. Zaniedbywaniem może być również nieodpowiednia reakcja na potrzeby emocjonalne, czy działania utrudniające rozwój osobowości. Niektórzy naukowcy dzielą zaniedbywanie dziecka na umyślne i niezamierzone. Pasywną formą krzywdzenia może być zatem niepodejmowanie, czy zaniechanie określonych działań. Zaniedbywanie dzieci można również rozpatrywać w kontekście powinności systemu pomocy społecznej, edukacji, opieki medycznej, czy szerzej – państwa. 
Najbardziej narażone na proces zaniedbywania są dzieci najmłodsze, a to z uwagi na swoją bezradność i całkowite uzależnienie od działań osób dorosłych.
Najbardziej skrajną formą zaniedbania dziecka jest porzucenie go – pozostawienie małoletniego bez opieki i wystawienie go na bezpośrednie zagrożenie zdrowia i życia. Najbardziej drastycznym skutkiem zaniedbania jest śmierć dziecka. 
Przyczyny zaniedbywania dzieci to najczęściej: zaburzenia psychiczne u matek (np. depresje, zaburzenia umysłowe, niezdolność do empatii), dysfunkcje rodzin (trudności ekonomiczne, problemy małżeńskie, częste zmiany partnerów, alkoholizm, ubóstwo, wysoki poziom stresu, izolacja), czy zachowanie samego dziecka (niepokój, agresja, nadpobudliwość, kłopoty ze snem lub jedzeniem, brak kontaktowości). Zachowania związane z zaniedbywaniem dzieci mogą być transmitowane międzypokoleniowo. Zaniedbywanie wywołuje u dzieci m.in. zaburzenia przywiązania, co ogranicza rozwój mózgu – dziecko nie skupia się na swoim rozwoju, a na przetrwaniu. Dzieci zaniedbywane mają problemy z nawiązywaniem więzi.